# Taubertal in Mittelfranken
Taubertal in Mittelfranken este o arie protejată (arie de protecție specială avifaunistică — SPA) din Germania întinsă pe o suprafață de 1.049,73 ha, integral pe uscat.

## Localizare
Centrul sitului Taubertal in Mittelfranken este situat la coordonatele 49°24′24″N 10°09′27″E / 49.4067°N 10.1575°E.

## Înființare
Situl Taubertal in Mittelfranken a fost declarat arie de protecție specială avifaunistică în septembrie 2006 pentru a proteja 21 de specii de animale.

## Biodiversitate
Situată în ecoregiunea continentală, aria protejată nu include niciun habitat protejat.
La baza desemnării sitului se află mai multe specii protejate de  păsări (21): lăcar mare (Acrocephalus arundinaceus), pescăruș albastru (Alcedo atthis), buhai de baltă (Botaurus stellaris stellaris), buha (Bubo bubo), erete de stuf (Circus aeruginosus), porumbel de scorbură (Columba oenas), prepeliță (Coturnix coturnix), ciocănitoarea de stejar (Dendrocopos medius), ciocănitoare neagră (Dryocopus martius), capîntortură (Jynx torquilla), sfrâncioc roșiatic (Lanius collurio), gaia roșie (Milvus milvus), codobatura galbenă (Motacilla flava), grangur (Oriolus oriolus), viespar (Pernis apivorus), ciocănitoare verzuie (Picus canus), Podiceps cristatus cristatus, Rallus aquaticus aquaticus, turturică (Streptopelia turtur), silvie de câmp (Sylvia communis), corcodel mic (Tachybaptus ruficollis).